# Koppången (sång)
Koppången är en folkmusikalisk låt komponerad av Per-Erik Moraeus, uppkallad efter myrmarksområdet Koppången. Den gavs ut 1998 på albumet Ödra av Orsa spelmän. Sångtexten kretsar kring en kyrkobyggnad i juletider.
Melodin är ursprungligen skriven för fiol och har senare fått en sångtext av Py Bäckman. Den har sjungits in och utgivits på skiva av artister som Anne Sofie von Otter (1999), Helen Sjöholm, Malena Ernman (2010), E.M.D. (2011), Sissel Kyrkjebø (2005), Elisabeth Andreassen (2009) och Orphei Drängar (2009).

### Fotnoter
1. ↑  ”Ödra”. Svensk mediedatabas. 26 februari 1998. http://smdb.kb.se/catalog/id/001515646. Läst 9 mars 2012.
2. ↑  ”Koppången fångar julkänslorna mitt i prick”. Sveriges Radio. 14 december 2017. https://sverigesradio.se/sida/artikel.aspx?programid=4425&artikel=6842235. Läst 19 december 2019.
3. ↑  ”Home for Christmas”. Svensk mediedatabas. 26 februari 1999. http://smdb.kb.se/catalog/id/001545333. Läst 9 mars 2012.
4. ↑  ”Santa Lucia”. Svensk mediedatabas. 26 februari 2010. https://smdb.kb.se/catalog/id/002978297. Läst 9 mars 2012.
5. ↑  ”Passione”. Svensk mediedatabas. 26 februari 2011. http://smdb.kb.se/catalog/id/002774710. Läst 9 mars 2012.
6. ↑  ”Nordisk vinternatt”. Svensk mediedatabas. 26 februari 1998. https://smdb.kb.se/catalog/id/002054923. Läst 9 mars 2012.
7. ↑  ”Spellemann”. Svensk mediedatabas. 26 februari 2009. https://smdb.kb.se/catalog/id/002523077. Läst 9 mars 2012.